# Professionshøjskolen UCC
Professionshøjskolen UCC - University College Capital var en uddannelsesorganisation, hvis primære opgave var at udbyde professionsbacheloruddannelser og efter- og videreuddannelse til den offentlige og den private sektor. Den havde hjemme i Københavnsområdet, Hillerød og på Bornholm. I 2018 fusionerede Professionshøjskolen med Professionshøjskolen Metropol og blev til Københavns Professionshøjskole.

## Baggrund
Organisationen opstod som følge af, at Folketinget  i juli 2007 vedtog en lov om professionshøjskoler. Undervisningsministeren etablerede i henhold til § 50 i loven om professionshøjskoler i januar 2008 otte professionshøjskoler.  Det var en forudsætning, at de kan opfylde kravene til et university college i henhold til EU's  akkrediteringsprocedure. Institutionerne under UCC var fra 2000 -2007 en del af CVU - organiseringen, og før dette udgjorde de 22 selvstændige MVU'er.

## Funktioner og opgaver
UCC uddanner medarbejdere og ledere til danske folkeskoler, pædagogiske arbejdspladser og sundhedssektoren.
Da UCC har gennemgået EVAs akkrediteringsproces er organisationen forpligtet til at udvikle forskningsbaseret viden om, hvilke undervisningsaktiviteter, der virker i praksis.
UCC rummer desuden Center for Undervisningsmidler (CFU), som udlåner læremidler og tilbyder faglig, didaktisk vejledning til skoler og gymnasier.

## Uddannelsesmiljøer
De mere end 15.000 studerende er fordelt på afdelinger i Storkøbenhavn, Hillerød og på Bornholm.
Den 5. september 2016 samledes UCCs uddannelser på Sjælland i to store Campus. Campus Carlsberg i Carlsberg Byen blev samtidig indviet.
UCCs afdeling Campus Carlsberg blev i marts 2017 udsat for en blokade på initiativ af studerende fra pædagoguddannelsen og repræsentanter for de pædagogstuderendes organisation PLS. UCCs ledelse erkendte, at der havde været problemer i forbindelse med etableringen af campusset og søgte at imødekomme de studerende med en handlingsplan. Alligevel udviklede konflikten sig til en landsdækkende politisk aktion på adskillige uddannelsesinstitutioner. Da blokaden blev indstillet ved et forlig mellem parterne den 31. marts 2017 havde den blandt andet medført et samråd i Folketinget.

### Professionsbacheloruddannelser
Professionshøjskolen UCC udbyder otte forskellige professionsbacheloruddannelser:
- Lærer
- Pædagog
- Pædagogisk assistent
- Sygeplejerske
- Fysioterapeut
- Psykomotorisk terapeut
- Tegnsprogstolk
- Tekstilformidler

### Efter- og videreuddannelse
Professionshøjskolen UCC udbyder kurser, diplomuddannelser og andre kompetencegivende efter- og videreuddannelser inden for det pædagogiske og sundhedsfaglige område samt inden for ledelse og vejledning.

## Historie
Professionshøjskolen UCC er dannet ved en fusion af CVU Storkøbenhavn, CVU København & Nordsjælland og Frøbelseminariet.
Oprindeligt var navnet Professionshøjskolen København – University College Copenhagen. UCC står for University College Capital.
Professionshøjskolen UCC havde i 2021 omkring 1000 ansatte.

## Ekstern henvisning
- Professionshøjskolen UCC's hjemmeside

| Skole | Spire Denne artikel om en skole, en uddannelsesinstitution eller uddannelse er en spire som bør udbygges. Du er velkommen til at hjælpe Wikipedia ved at udvide den. |